# Aula (pati)
L'aula (llatí: Aula) a l'antiga Grècia i a l'antiga Roma era un pati obert o cort.
Homer parla de l'αὐλὴ ('aulé'), que servia com a corral i estava envoltat d'edificis on es criaven les aus i el bestiar i on hi havia habitacions per als servents de la casa. Més tard, tant a Grècia com a Roma, la paraula s'aplicava a una mena de recinte quadrangular envoltat d'una columnata, on s'obrien les estances de la casa, i s'utilitzava com a lloc d'exercici i esbarjo.